# حرائق غابات سردينيا 2021
حرائق غابات سردينيا هي حرائق غابات متعددة حدثت في سردينيا في إيطاليا، منذ 24 يوليو 2021.
في 24 يوليو 2021 تعرضت منطقة مونتيفيرو في مقاطعة أوريستانو لحريق هائل اندلع بين بوناركادو وسانتو لوسورغيو، مما أجبر سكان بلدتي كوغلييري وسكانو دي مونتيفيرو على الفرار بحثًا عن الأمان. سوف يستغرق الأمر 15 عامًا على الأقل لإعادة بناء الغابات وأشجار البحر الأبيض المتوسط التي دمرتها النيران التي وصلت إلى المراعي وأشجار الزيتون والحظائر والحظائر التي بها مخزون من الأعلاف والمركبات الزراعية، ولكنها أيضًا قتلت الحيوانات وتمثل كارثة تكلف الزراعة أضرارًا لا تُحصى في أكثر من 20 ألف هكتار احترقت. تم تدمير شجرة الزيتون الألفي وهو مثال على علم الآثار النباتية، على ما يبدو بالنيران. ومع ذلك أشارت التقارير اللاحقة إلى أن شجرة الزيتون الألفي قد تكون قادرة على النجاة من حرائق الغابات.

## الجدول الزمني

### يونيو
أدت درجات الحرارة المرتفعة والرياح إلى تأجيج النيران التي انتشرت بسرعة، حيث أحاطت أولاً بسانتو لوسورغيو ثم انتقلت إلى كوجليري. كانت البلدة الصغيرة محاصرة بالنيران طوال الليل، مما أدى إلى نزوح 200 شخص. كما تم تهجير سكان سناريولو الذين يبلغ عددهم 155 شخصًا، ويقع على بعد بضعة كيلومترات. عند الفجر استؤنفت عمليات الإطفاء بالمروحيات والمروحيات الكندية، لكن بعد فترة راحة طفيفة، مع مرور الساعات ومع ارتفاع درجات الحرارة وقوة الرياح، استعادت ألسنة اللهب قوتها وحرقت كل شيء. انتقلت جبهة النار إلى بورتو ألابي وفريزيوني تريسنوراغ.
وصلت النيران أيضًا إلى سكانو دي مونتيفيرو، حيث تم إخلاء بعض المنازل وتشرد 400 شخص، بما في ذلك ضيوف مرفق مساعدة كبار السن وبورور في مقاطعة نورو مع 30 عائلة أخرى تم إجلاؤها.
لإطفاء حرائق الغابات وتأمين القرويين، تم توظيف 7500 رجل بما في ذلك فيلق سردينيا للغابات وعدد من المتطوعين، وكذلك الصليب الأحمر الإيطالي و7 إيطاليين في كندا لمكافحة الحرائق في الرحلات الجوية، بالإضافة إلى 2 كنداير. وصلت من فرنسا و11 طائرة هليكوبتر من الأسطول الإقليمي، بما في ذلك سوبر بوما وطائرة هليكوبتر فوكو وطائرة هليكوبتر للجيش الإيطالي. مر ما يقرب من 27 عامًا منذ حريق الغابات الأخير في مونتيفيرو في أغسطس 1994.

### أغسطس
في 10 أغسطس 2021 دمرت حرائق الغابات على الحدود مع إقليمي بيروري وبورتيجالي مساحة 180 هكتارًا. في 11 أغسطس 2021 أعيد تنشيط حرائق الغابات الجديدة في مقاطعة نوورو وفي مقاطعة أوجليسترا. فتحت جبهة كبيرة من النيران في بورور في منطقة مارغين. كان فيلق سردينيا للغابات والمتطوعون و5 طائرات هليكوبتر و طائرة كانديرا تقوم بمكافحة الحرائق أثناء الطيران حاضرين لإطفاء حرائق الغابات. في 16 أغسطس 2021 اندلعت حرائق الغابات في غالورا.

## ما بعد الحرائق

### الأسباب والاعتقالات
في 10 أغسطس 2021 أجريت التحقيقات من قبل كارابينييري وبوليزيا دي ستاتو للتأكد من المسؤولين عن الحرائق المتعمدة.

### المساعدات المالية
لن يتم صرف أي أموال غير قابلة للسداد، ولكن الدعم الاقتصادي لمشاريع حماية الغابات وتعزيز الإقليم تمت.